# Philip Dowson
Philip Henry Manning Dowson (16 août 1924 – 22 août 2014) est un architecte britannique de premier plan. Il est président de la Royal Academy de 1993 à 1999.

## Biographie

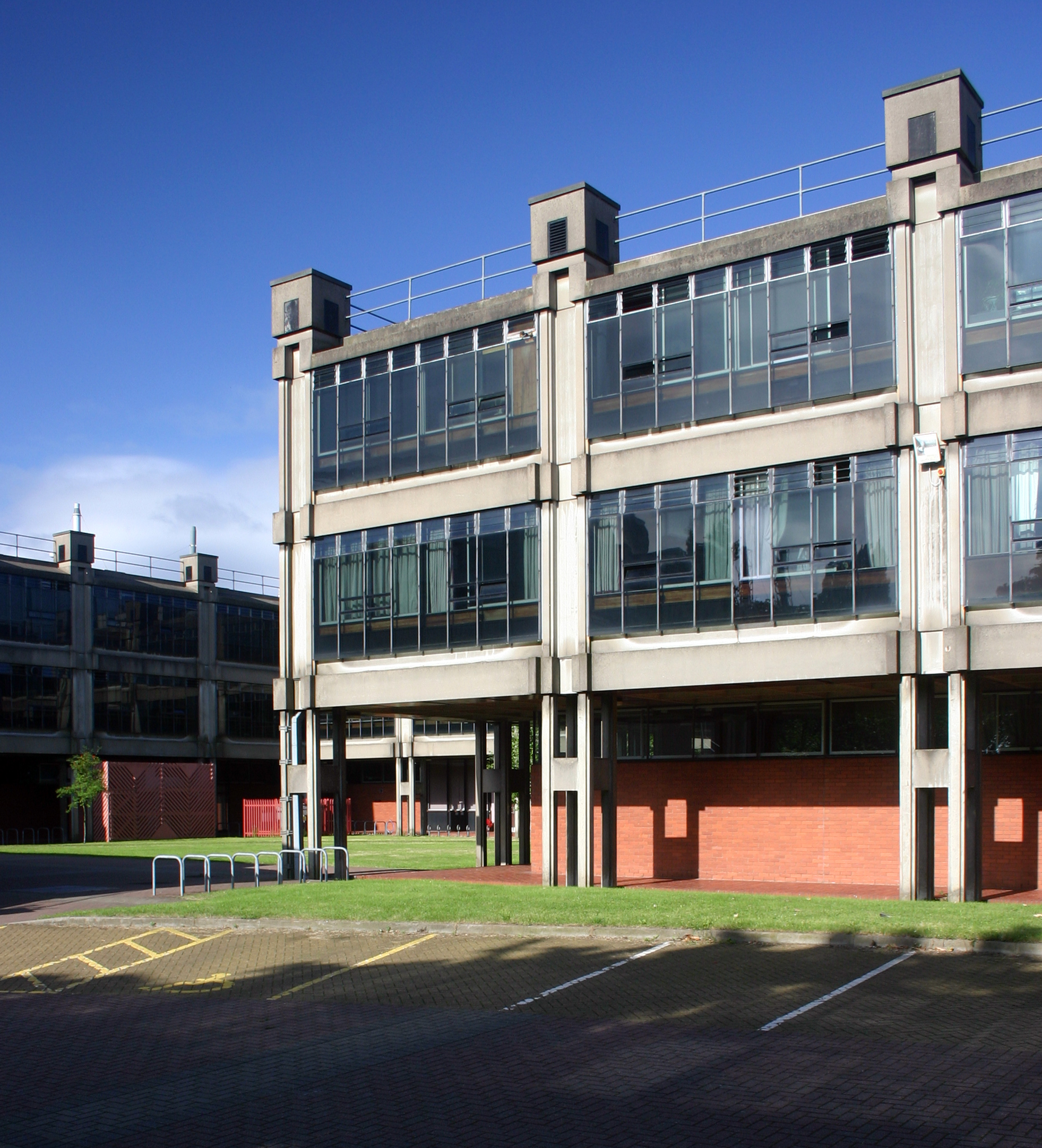
Le bâtiment de la métallurgie et des matériaux de l'Université de Birmingham, conçu par Philip Dowson d'Arup Associates

Philip Dowson est né en Afrique du Sud. Après avoir déménagé en Angleterre, il fait ses études à la Gresham's School à Holt, Norfolk, de 1938 à 1942,,. Il est ensuite accepté pour étudier l'ingénierie au Clare College de Cambridge, mais peu de temps après son inscription, il est appelé à suivre une formation d'officier dans la Royal Navy. La première partie de cette formation se déroule à l'University College d'Oxford, où il reste comme cadet pendant six mois. (Il devait plus tard concevoir quatre blocs de logements étudiants à Stavertonia, un complexe résidentiel à North Oxford commandé par l'University College dans les années 1960,). Il reste dans la Marine tout au long de la Seconde Guerre mondiale et n'est démobilisé qu'en 1946, lorsqu'il est brièvement envoyé dans un sanatorium à Mundesley, dans le Norfolk, après avoir contracté la tuberculose.
Après avoir quitté la Marine, Dowson retourne au Clare College, mais se tourne vers les beaux-arts, qui comprennent un cours d'architecture. Après avoir obtenu son diplôme de Cambridge en 1950, il étudie ensuite à l'Architectural Association School de Londres. Là, il fait partie d'une promotion d'étudiants sous la direction de Frederick Gibberd (en) qui apporte une contribution significative au design et à l'architecture d'après-guerre au Royaume-Uni : Ray Leigh (en), Richard Burton, Ted Cullinan (en), Colin St John Wilson (en) et Julian Keable.
À partir de 1953, Dowson travaille avec l'ingénieur Ove Arup, devenant associé fondateur d'Arup Associates en 1963 et devenant associé principal et architecte en chef du cabinet en 1969.
Dowson contribue à un grand nombre de projets majeurs, notamment à de nouveaux bâtiments pour les universités d'Oxford et de Cambridge. Il est décédé le 22 août 2014, à l'âge de 90 ans.